# Confederazione internazionale dei musei d'architettura
La Confederazione internazionale dei musei d'architettura (anche conosciuta con l'acronimo ICAM – International Confederation of Architectural Museums) è un'organizzazione che riunisce centri di conservazione, d'archivio ed esposizione dedicati all'architettura e anche tutti quei soggetti interessati a promuovere il dibattito intorno all'architettura, alla tecnologia e alle arti connesse.

## Istituzioni italiane rappresentate all'ICAM
- Università IUAV di Venezia
- Università Politecnica delle Marche - Facoltà d'ingegneria
- Fondazione MAXXI - MAXXI Architettura
- Accademia nazionale di San Luca
- Centro internazionale di studi di architettura Andrea Palladio
- Archivio storico delle arti contemporanee
- Museo d'arte moderna e contemporanea di Trento e Rovereto - Palazzo delle Albere

## Musei membri dell'ICAM
- Architecture Museum University of South Australia
- RMIT Design Archives
- Albertina
- Architekturzentrum Wien Az W
- Archiv für Baukunst
- Haus der Architektur
- VAI Vorarlberger Architektur Institut
- WAGNER:WERK MUSEUM POSTSPARKASSE
- CIVA The International Centre for Urbanisme
- CVAa (Centre for Flemish Architectural Archives)
- Antwerp Provincial Archives
- Centre Canadien d'Architecture (CCA) Canadian Center for Architecture[1]
- University of Calgary Information Resources
- Croatian Museum of Architecture
- SPOK – spolek pro ostravskou kulturu (SPOK – association for Ostrava culture)[2]
- Museo de Arquitectura del Ecuador / Colegio de Arquitectos del Ecuador Provincial de Pichincha
- Museum of Estonian Architecture
- Museo Alvar Aalto
- Museo dell'architettura finlandese
- Cité de l'Architecture et du Patrimoine[3]
- Fonds Régional d'Art Contemporaine FRAC
- Foundation Le Corbusier
- Musée des Plans-Reliefs
- A:AI Archiv fur Architektur und Ingenieurbaukunst NRW
- Akademie der Künste
- Architekturmuseum der TU München
- Berlinische Galerie
- Deutsches Architektur Museum DAM
- Deutsches Architektur Zentrum DAZ
- Hamburgisches Architekturarchiv
- M:AI Museum für Architektur und Ingenieurkunst NRW
- Schleswig-Holsteinisches Archiv für Architektur und Ingenieurbaukunst (AAI)
- Staatliche Museen zu Berlin Kunstbibliothek
- Südwestdeutsches Archiv für Architektur und Ingenieurbau (saai)
- Vitra Design Museum
- Neohellenic Architecture Archives - Benaki Museum
- Budapest Historical Museum
- Hungarian Museum of Architecture
- Irish Architectural Archive
- RIAI Royal Institute of the Architects of Ireland
- Architectural Institute of Japan
- Latvian Museum of Architecture
- Fondation de l'Architecture et de l'Ingénierie
- INBA, Instituto Nacional de bellas Artes - Fine Arts National Institute
- Architecture Library, Nuova Zelanda[4]
- The National Museum of Art, Architecture and Design Nasjonalmuseet
- Museo d'Architettura di Breslavia (MAW)
- Knihovna Varšavské univerzity
- Arhitekturni Muzej Ljubljana Architekturmuseum Ljubljana
- Archivo del Reino de Galicia
- Real Cátedra Gaudí, Università politecnica della Catalogna
- Col.legi d'Arquitectes de Catalunya Historical Archive[5]
- Consejería de Vivienda y Ordenación del Territorio[6]
- Fondazione Mies van der Rohe
- Museum Cemento Rezola
- Temple Espiatori de la Sagrada Familia
- Celsing Arkivet (Peter Celsing Archives)
- Arkitekturmuseet (Museo svedese di Stoccolma)
- Archives de la Construction Moderne EPFL - ENAC - INTER
- ETH Zürich
- Schweizerisches ArchitekturMuseum Swiss Architecture Museum
- Università della Svizzera italiana - Accademia di Architettura
- Netherlands Architecture Institute NAI
- Rijksdienst voor het Cultureel Erfgoed, State Department for Cultural Heritage
- Arkitera Mimarlik Merkezi
- Museum of Architecture Building and Information Centre
- Dundee University Archives
- English Heritage National Monuments Record Center
- RCAHMS, Royal Commission on the Ancient and Historical Monuments of Scotland
- Resource Centre & Library The National Archives
- Biblioteca del Royal Institute of British Architects
- Sir John Soane's Museum
- Victoria and Albert Museum
- Avery Architectural and Fine Arts Library, Columbia University
- Chicago Architecture Foundation
- Fallingwater Museum
- Harvard Design School
- MoMA, New York
- The Athenaeum of Philadelphia
- The Getty Research Institute
- The Heinz Architectural Center Carnegie Museum of Art
- The Library of Congress
- The MIT Museum
- The Wolfsonian–Florida International University
- University Art Museum, UCSB
- Università della California, Berkeley Environmental Design Archives
- Università della Pennsylvania
- Virginia Foundation for Architecture
- Yale University
- A+D Architecture and Design Museum
- Richard Meier & Partners Architects Model Museum
- Bulgarian Academy of Sciences